# Psicosomàtic
Psicosomàtic és un procés psíquic que té influència en el sistema somàtic.
Se sap que moltes malalties psicosomàtiques estan relacionades amb la formació reticular i que les persones amb una formació reticular molt activada tendeixen més a somatitzar, descarregant les emocions sobre el cerebel i la medul·la espinal, tensant així els músculs antigravitatoris i provocant mal de coll, mal d'esquena, úlceres, etc.
Algunes malalties en les quals el factor psicosomàtic pot tenir importància són la hipertensió arterial, úlcera pèptica, síndrome de l'intestí irritable, neurodermatitis, colitis ulcerosa, tirotoxicosi, artritis reumatoide, asma bronquial, etc. Exemples de processos psicosomàtics són el rubor, un fet psíquic que condueix a un canvi somàtic visible i evident, i la hipertensió arterial davant de situacions d'estrès.